# Marcellia tomentosa
Marcellia tomentosa är en amarantväxtart som först beskrevs av Georg Ludwig August Volkens och Lopr., och fick sitt nu gällande namn av Charles Baron Clarke. Marcellia tomentosa ingår i släktet Marcellia och familjen amarantväxter. Inga underarter finns listade i Catalogue of Life.